# Belisana apo
Belisana apo is een spinnensoort uit de familie trilspinnen (Pholcidae). De soort komt voor in de Filipijnen. 